# Glycyphana pygmaea
Glycyphana pygmaea är en skalbaggsart som beskrevs av Mohnike 1871. Glycyphana pygmaea ingår i släktet Glycyphana och familjen Cetoniidae. Inga underarter finns listade i Catalogue of Life.